# Albidopsis major
Albidopsis major är en fjärilsart som beskrevs av Franciscus J.M. Heylaerts 1891. Albidopsis major ingår i släktet Albidopsis och familjen säckspinnare. Inga underarter finns listade i Catalogue of Life.